# Киров
Вижте пояснителната страница за други значения на Киров.
Киров (на руски: Киров) е град в Русия, административен център на Кировска област. Населението на града през 2012 година е 478 012 души.

## География
Градът е разположен на р. Вятка на 896 км североизточно от столицата Москва. Населението на града е 460 000 души.

## История
Киров е основан през 1374 г. До 1781 г. градът се казва Хлинов, а от 1781 до 1934 г. носи името на реката, на която се намира – Вятка.
През 1934 г. е преименуван на Киров в памет на видния болшевик и съветски деец Сергей Киров (1886 – 1934).
През 1993 г. се провежда референдум за запазване на името или за връщане на старото име Вятка. Мнозинството от хората гласуват за запазване на името Киров.

## Икономика
В града има развито машиностроене, металургия, лека и полиграфическа промишленост. Киров изпълнява ролята на важен транспортен възел. През него минават много шосейни и железопътни линии. През града минава Транссибирската железопътна магистрала. Има пристанище и летище.

## Култура и образование
Киров има множество музеи, театри и университети.

### Музеи
- Кировски областен етнографски музей.
- Кировски областен художествен музей на името на Васнецови, един от най-старите художествени музеи в Русия, основан е през 1910 година от местните художници. Сега музея съхранява повече от петнадесет хиляди експонати и е разположен в четири сгради в центъра на града.
- Музей за авиация и космонавтика Циолковски.
- Вятска кунсткамера.
- Кировска диорама.
- Дом-музей на М.Е. Салтиков-Щедрин.
- Музей на А.С. Грин.
- Дом-музей на Н.Н. Хохряков.
- Кировска фотоизложбена зала.
- Изложбена зала на град Киров.
- Кировски планетариум.
- Вятски палеонтологически музей.[2]
- Великорецкото шествие

### Театри
- Кировски държавен куклен театър
- Кировски държавен театър на младия зрител „Театър на Спаската улица“
- Кировски драматичен театър „С. М. Киров“

## Административно-териториално деление
- Ленински район
- Първомайски район
- Октомврийски район
- Нововятски район

## Население
Демогрфаско развитие на населението на град Киров за периода 1590 – 2007:
| Година | Население |
| ------ | --------- |
| 1590   | 375       |
| 1615   | 604       |
| 1678   | 889+27    |
| 1722   | 2.276     |
| 1796   | 3.300     |
| 1804   | 5.121     |
| 1897   | 25.000    |
| 1926   | 62.097    |
| 1939   | 143.558   |
| 1959   | 252.400   |
| 1979   | 389.500   |
| 1989   | 440.200   |
| 2002   | 503.043   |
| 2007   | 466.300   |

## Побратимени градове
- Шедълце, Полша